# Кузьмино (Мукачевский район)
Ку́зьмино (венг. Beregszilvás) — село в Великолучковской сельской общине Мукачевского района Закарпатской области Украины. Население составляет 216 человек.
В 1910 году население составляло 525 жителей, из них 14 венгров, 145 немцев, 366 русинов и 154 еврея. 371 житель являлся грекокатоликом.
В селе существует православный Свято-Васильевский храм.